# Camillo Perini

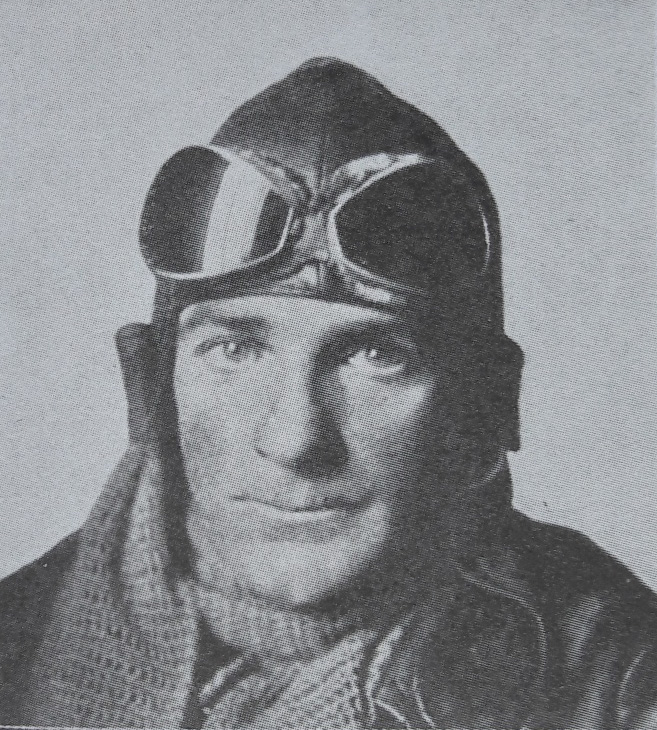
Camillo Perini kpt. pilot; 1920

Camillo Perini (ur. 18 czerwca 1887 w Puli, zm. 27 sierpnia 1942 w Viterbo) – lotnik wojskowy narodowości włoskiej, pułkownik pilot Wojska Polskiego, kawaler Orderu Virtuti Militari.

## Życiorys
Camillo Perini urodził się w Puli (należącej wówczas do Austro-Węgier), jako obywatel Austro-Węgier narodowości włoskiej. W 1908 roku, po ukończeniu Oficerskiej Szkoły Artylerii w Wiedniu, rozpoczął zawodową służbę wojskową w cesarskiej i królewskiej armii. Został wcielony do Pułku Armat Polowych Nr 8 w Gorycji. 8 lipca 1912 roku ukończył kurs pilotażu w Wiener Neustadt i został przydzielony do c. i k. lotnictwa. W latach 1912–1913 wziął udział w mobilizacji sił zbrojnych Monarchii Austro-Węgierskiej, wprowadzonej w związku z wojną na Bałkanach. W 1913 roku otrzymał tytuł pilota polowego (niem. Feldpilot). Służąc w c. i k. lotnictwie pozostawał oficerem nadetatowym FKR 8. W czasie I wojny światowej służył początkowo w eskadrze Flik 8 (Fliegerkompagnie) na froncie rosyjskim i serbskim, a od 1 maja 1915 roku w eskadrze Flik 4 na froncie włoskim. Dowodził następnie kilkoma eskadrami, między innymi Flik 11 i Flik 66D. Od 5 grudnia 1915 roku do 1 października 1917 roku służył na froncie rosyjskim, a następnie do 30 października 1918 roku na froncie włoskim. Od 1916 roku jego oddziałem macierzystym był Pułk Artylerii Polowej Nr 28. W czasie służby w c. i k. armii awansował na kolejne stopnie w korpusie oficerów artylerii polowej i górskiej: podporucznika (1 września 1908), porucznika (1 maja 1913) i kapitana (1 listopada 1915). Z uwagi na przegraną Austro-Węgier i ich rozpad, za namową polskich towarzyszy służby na początku listopada 1918 roku wyemigrował do odradzającej się Polski (Pula po I wojnie światowej została zajęta przez Włochy).
15 listopada 1918 roku wstąpił do polskiego lotnictwa i został przydzielony do III eskadry lotniczej przemianowanej następnie na 7 eskadrę myśliwską. Brał udział w wojnie polsko-ukraińskiej a następnie dowodził III i II Grupą Lotniczą. W kwietniu 1920 roku został mianowany szefem lotnictwa przy Ścisłym Sztabie Naczelnego Wodza. W kolejnych latach piastował stanowiska szefa lotnictwa 3 i 6 Armii. 30 września 1920 roku został zatwierdzony z dniem 1 kwietnia 1920 roku w stopniu podpułkownika, w wojskach lotniczych, w grupie oficerów byłej armii austriacko-węgierskiej.
W 1921 był organizatorem i pierwszym dowódcą 1 pułku lotniczego, a następnie dowodził 3 pułkiem lotniczym (od kwietnia 1922). 31 marca 1924 roku został mianowany pułkownikiem ze starszeństwem z dniem 1 lipca 1923 roku i 1. lokatą w korpusie oficerów aeronautycznych. Z dniem 1 marca 1925 roku został przeniesiony do 6 pułku lotniczego we Lwowie na stanowisko dowódcy pułku. Z dniem 1 lutego 1929 roku został zwolniony z zajmowanego stanowiska, oddany do dyspozycji dowódcy Okręgu Korpusu Nr VI i skierowany na dwumiesięczny urlop, a z dniem 31 marca tego roku przeniesiony w stan spoczynku.
Pozostał w Warszawie, gdzie był pracownikiem referatu szybownictwa Zarządu Głównego Aeroklubu RP. Zajmował się też publicystyką, pisząc prace i artykuły dotyczące lotnictwa wojskowego.
We wrześniu 1939 roku wyjechał do Włoch, gdzie organizował ewakuację polskich żołnierzy do Francji. Aresztowany przez włoską policję w 1940 roku przebywał w areszcie domowym w Montefiascone.
Zmarł w 27 sierpnia 1942 roku w szpitalu, w Viterbo, w wyniku ostrego zapalenia wyrostka.

## Ordery i odznaczenia
- Krzyż Srebrny Orderu Wojskowego Virtuti Militari nr 8072 (27 lipca 1922)[12]
- Krzyż Walecznych (trzykrotnie)
- Złoty Krzyż Zasługi  po raz pierwszy (24 marca 1929)[13]
- Złoty Krzyż Zasługi po raz drugi (3 grudnia 1938)[14] za zasługi na polu pracy społecznej
- Polowa Odznaka Pilota nr 2 (11 listopada 1928)[15]
- Order Orła Białego (Serbia)
- Order Korony Żelaznej 3 klasy z dekoracją wojenną i mieczami (Austro-Węgry)[16]
- Krzyż Zasługi Wojskowej 3 klasy z dekoracją wojenną i mieczami (Austro-Węgry)[16]
- Srebrny Medal Zasługi Wojskowej Signum Laudis z mieczami na wstążce Krzyża Zasługi Wojskowej (Austro-Węgry)[16]
- Brązowy Medal Zasługi Wojskowej Signum Laudis z mieczami na wstążce Krzyża Zasługi Wojskowej (Austro-Węgry)[16]
- Krzyż Jubileuszowy Wojskowy (Austro-Węgry)[2]
- Krzyż Pamiątkowy Mobilizacji 1912–1913 (Austro-Węgry)[3]